# Dieter Konsek
Dieter Konsek (* 1962 in Leonberg-Eltingen) ist ein deutscher Bilderbuchillustrator, Maler, Zeichner und Autor.

## Leben
Dieter Konsek ist in Flacht (Baden-Württemberg) aufgewachsen. Er studierte Visuelle Kommunikation an der Hochschule Pforzheim mit den Schwerpunkten Malerei, Zeichnung und Illustration. Seit 1997 hat er zahlreiche Bücher illustriert, davon vier mit eigener Geschichte. 1999 begann Dieter Konsek biblische Geschichten in seinem eigenwilligen Stil für Kinderbücher zu illustrieren. Seit 2009 erscheinen regelmäßig Trickfilme zu Geschichten aus der Bibel. Die Malerei und die Zeichnung sind weitere wichtige Schwerpunkte im Schaffen von Dieter Konsek. Er lebt und arbeitet in Wilhelmsdorf.

## Werke
- Der verlorene Sohn, Zeichentrickfilm, Text: Anna Schreiber, FWU, Grünwald 2019
- Der verlorene Sohn, Zeichentrickfilm, Text (leichte Sprache): Prof. Dr. Dr. Herbert Stettberger, Pia Müller, FWU, Grünwald 2019
- Noahs Arche, Zeichentrickfilm, Text: Michael Winklmann, Dominik Helms, FWU, Grünwald 2015
- Fassade Kita, (Länge ca. 120 m, Höhe ca. 4 m), Ebersbach-Musbach 2015[1]
- Unter Gottes weitem Himmel, 3. Auflage, Text: Christiane Herrlinger, Deutsche Bibelgesellschaft, Stuttgart 2014
- Jesu Geburt, Zeichentrickfilm, Text: Franziska Angerer, FWU, Grünwald 2014
- Jesu Tod und Auferstehung, Zeichentrickfilm, Text: Franziska Angerer, FWU, Grünwald 2013
- Josef und seine Brüder, Zeichentrickfilm, Text: Franziska Angerer, FWU, Grünwald 2012
- Geschichten aus dem Leben Jesu, Zeichentrickfilm, Text: Franziska Angerer, FWU, Grünwald 2011
- Lieve kleine knuffelbuffel, Text: Geert Genbrugge, Clavis, Hasselt (Belgien) 2010
- Schöpfung entdecken, Zeichentrickfilm, Text: Franziska Angerer, FWU, Grünwald 2010
- Abraham und Sara, Zeichentrickfilm, Text: Franziska Angerer, FWU, Grünwald 2009
- Zeig mir wie man fliegt (Kleine Olifant in de Wolken), Text und Bilder: Dieter Konsek, Clavis, Hasselt (Belgien) 2009
- Unter Gottes weitem Himmel, Text: Christiane Herrlinger, Deutsche Bibelgesellschaft, Stuttgart 2003
- Der falsche Weihnachtsmann, Text: Ute Keil, Bilder: Dieter Konsek, Omnibus, München 2003
- Der verlorene Sohn – Die schönsten Bibelgeschichten, Text: Norbert Landa, Deutsche Bibelgesellschaft, Stuttgart 2001
- Jesus bei den Menschen – Die schönsten Bibelgeschichten, Text: Norbert Landa, Deutsche Bibelgesellschaft, Stuttgart 2001
- Jesus ist auferstanden – Die schönsten Bibelgeschichten, Text: Norbert Landa, Deutsche Bibelgesellschaft, Stuttgart 2001
- Der falsche Weihnachtsmann, Text: Ute Keil, Patmos, Düsseldorf 2001
- Noahs Arche – Die schönsten Bibelgeschichten, Text: Norbert Landa, Deutsche Bibelgesellschaft, Stuttgart 2000
- Mose – Die schönsten Bibelgeschichten, Text: Norbert Landa, Deutsche Bibelgesellschaft, Stuttgart 2000
- Josef – Die schönsten Bibelgeschichten, Text: Norbert Landa, Deutsche Bibelgesellschaft, Stuttgart 2000
- Briefträger Paul, Text: Michael Schulte, Picus, Wien 2000
- Jule und die Traumvögel, Text und Bilder: Dieter Konsek, Picus, Wien 2000
- Die Schöpfung – Die schönsten Bibelgeschichten, Text: Norbert Landa, Deutsche Bibelgesellschaft, Stuttgart 1999
- Abraham und Sara – Die schönsten Bibelgeschichten, Text: Norbert Landa, Deutsche Bibelgesellschaft, Stuttgart 1999
- Jesus wird geboren – Die schönsten Bibelgeschichten, Text: Norbert Landa, Deutsche Bibelgesellschaft, Stuttgart 1999
- Ole will kein niemand sein, Text: Øystein S. Ziener, Bilder: Dieter Konsek, Arena, Würzburg 1999
- Vincent und das Farbenwunder, Text und Bilder: Dieter Konsek, Picus, Wien 1998
- Mecker-Marie, Text: Barbara Willms, Kerle bei Herder, Freiburg 1997
- Die Nacht der Wunder, Text: Norbert Landa, Kerle bei Herder, Freiburg 1997
- Kleines Monster Schnibulum, Text: Käthe Recheis, Bilder: Dieter Konsek, Kerle bei Herder, Freiburg 1997
- Azizas Lieblingshuhn, Text: Salim Alafenisch, Ravensburger, Ravensburg 1997
- Theo, der Geschichtenerzähler, Text und Bilder: Dieter Konsek, Picus, Wien 1997

## Ausstellungen (Auswahl)
- 2019 „Manchmal braucht Schwarz etwas Farbe“, Kunstverein Engen (E) *2019 „Bei den Wurzeln“, Kunstverein Hechingen (E)
- 2019 „Zeichnerische Positionen der Gegenwart“, Dieter Konsek, Doris Fend, Martin Oswald, Galerie im Torhaus, Leutkirch i. A.[2]
- 2017 „Wasser – im Blick zeitgenössischer Künstler“, Museum Biberach
- 2017 „Kunstmarkt´17“, Kunsthalle Ravensburg
- 2016 „In die Gänge kommen“, Technisches Rathaus Ravensburg (E)[3]
- 2016 „Bei den Bäumen“, Kunstverein Korntal (E)
- 2016 „Malerei ist nichts für Feiglinge“, Klasse Heribert C. Ottersbach, Städtische Galerie, Bad Reichenhall
- 2015 „VI. Ellwanger Kunstausstellung 2015“, Kunstverein Ellwangen
- 2014 „Kunst Oberschwaben 1970 bis heute“, Schloss Achberg (Kuratiert von Martin Oswald)
- 2013 „Tag- und Nachtschattengewächse“, Kunstverein Heidenheim (E)
- 2012 „Nur – Zeichnung!“, kleine galerie, Bad Waldsee (E)
- 2012 „Malerei/Zeichnung“, Kornhausgalerie, Weingarten (E)
- 2011 „Martin Fausel, Martina Geist, Dieter Konsek, CW Loth“, Galerie „Fähre“, Bad Saulgau
- 2010 „Spuren der Bäume“, Galerie der KSK Ravensburg (E)
- 2010 „Handzeichnung und Druckgrafik“, Studio Bildende Kunst, Berlin
- 2009 Reihe „Bilder des Jahres“, Kunstverein Ravensburg (E)[4]
- 2008 „KeyColours Award“, Museum Stadhuis der Stadt Hasselt, Belgien
- 2005 „Wachsen im Raum“, Ateliers im Alten Schlachthof, Sigmaringen (E)

## Auszeichnungen (Auswahl)
- 2011 Nominierung für das HAP-Grieshaber-Stipendium, vorgeschlagen durch Erich Mansen
- 2008 Illustrationspreis der Stadt Hasselt (KeyColours Award), Belgien (1. Preis), für Zeig mir wie man fliegt (Kleine Olifant in de Wolken), Text und Bilder: Dieter Konsek[5]
- 2001 Prix du Festival du Livre Luxembourgeois (Jugendliteraturpreis, Luxemburg, 1. Preis), für D’Julie an d’Dramvillercher (Jule und die Traumvögel), Text und Bilder: Dieter Konsek, Übersetzer: Henri Losch
- 2000 Stipendium des Ministeriums für Wissenschaft, Forschung und Kunst in Baden-Württemberg
- 2000 Eines der schönsten Bücher Österreichs, für Jule und die Traumvögel, Text und Bilder: Dieter Konsek
- 1998 Eines der schönsten Bücher Österreichs, für Vincent und das Farbenwunder, Text und Bilder: Dieter Konsek